# Накадзима, Кэсаго
Кэсаго Накадзима (яп. 中島 今朝吾 Накадзима Кэсаго, 15 июня 1881, префектура Оита — 28 октября 1945) — генерал-лейтенант Императорской армии Японии в годы Второй японо-китайской войны, причастен к Нанкинской резне.

## Биография
Уроженец префектуры Оита. Накадзима учился в военных подготовительных школах. Окончил Военную академию Императорской армии в 1903 году. Участник русско-японской войны. После окончания войны он поступил в Высшую военную академию Императорской армии, которую окончил в 1913 году. С июля 1918 по май 1923 года он находился во Франции в качестве военного атташе. Он был повышен до генерал-майора в апреле 1932 года и назначен командующим Майдзурского военного округа, ответственного за оборону побережья Хонсю вдоль Японского моря.
Накадзима служил комендантом Нарасинской химической военной школы с 1933 по 1936 год. В марте 1936 года он был произведён в генерал-лейтенанты и назначен начальником военной полиции. С началом Второй японо-китайской войны Накадзима был назначен командиром 16-й дивизии, участвовал во Втором Шанхайском сражении и операции в провинции Хэбэй, Китай. Под руководством генерала Иванэ Мацуи Накадзима был назначен оперативным командующим в битве за Нанкин в конце 1937 года. Он был старшим офицером (после номинального главнокомандующего Ясухико), так как генерал Иванэ Мацуи отсутствовал из-за болезни. Военный дневник Накадзимы, опубликованный в 1985 году, оказался важным источником фактических данных для событий резни в Нанкине.
Накадзима принял участие в сражении при Ухане. Командовал 4-й армией в Маньчжоу-го с 1938 по 1939 год. Ушёл на пенсию в 1939 году и умер в октябре 1945 года от болезни.